# Melis Sezer
Melis Sezer (Smirne, 2 giugno 1993) è una tennista turca.

## Carriera

### Juniores
A livello juniores ha vinto 5 titoli in singolo e 12 in doppio.

### Professionismo
Il 3 marzo 2014 ha raggiunto la 336ª posizione della classifica di singolare.
Ha ottenuto per tre volte una wild card per il tabellone principale del doppio al torneo WTA Istanbul Cup; nell'edizione del 2015, in coppia con la connazionale Ayla Aksu, ha raggiunto il secondo turno sconfiggendo la coppia formata da Misa Eguchi e Justyna Jegiołka.
Tra il 2009 ed il 2014 ha rappresentato per sette volte il proprio paese in Fed Cup, con un bilancio di tre vittorie e quattro sconfitte.